# Полковник в отставке
Полковник в отставке — советский полнометражный цветной художественный фильм, поставленный на Киностудии «Ленфильм» в 1975 году режиссёром Игорем Шешуковым. По мотивам романа Владимира Дягилева «Вечное дерево». Сюжет основан на биографии Степана Степановича Витченко, полковника пограничных войск в отставке, бригадира слесарей-сборщиков на заводе «Электросила», Героя Социалистического Труда.
Премьера фильма в СССР состоялась 7 февраля 1977 года.

## Сюжет
Корней Корнеевич Полунин — кадровый военный, полковник, уволенный в 46 лет в запас, как и многие его сослуживцы, в связи с большим послевоенным сокращением советской армии. Не в силах сидеть дома, Полунин ищет возможность применения своего опыта и сил, но в комиссиях при райисполкоме, в райкоме ему предлагают только места для "свадебных генералов", к примеру, руководителя дома культуры и т.п., где, в представлении Полунина, только "бумажки перекладывают". А на заводы простым рабочим отставного офицера не очень-то и берут... Выручает случай, а точнее - встреча со старым знакомым майором, который к тому времени уже работает на заводе "Электросила", располагавшемся буквально напротив дома, где живёт Полунин. Майор предлагает познакомить Полунина с заводом и они вместе через какое-то время знакомятся с разными цехами, их производствами, руководителями некоторых из них. В ходе обхода цехов Полунин попадает и в слесарную мастерскую, вспоминает свой опыт освоения основ слесарного дела ещё до призыва в пограничные войска и просит принять его именно сюда (хотя этот участок считается далеко не самым чистым, престижным и т.п.) на заводе. Начальник цеха также пробует предложить ему "место получше", но Полунин стоит на своём - и его оформляют в цех "Электросилы" слесарем с месячным испытательным сроком. 
Многие друзья и знакомые, особенно из числа отставных военных, а также сын воспринимают это как чудачество (и пенсии хватает, и как это полковнику - слесарем...). Много сомнений о том, надолго ли хватит у Корнея Корнеевича трудового запала и у новых сослуживцев по заводу. Но он выдерживает испытательный срок и остаётся работать, постепенно выходит на выполнение полной нормы выработки, а потом, благодаря военной собранности, внимательности и творческому подходу к разумному совершенствованию технологического процесса и применяемой оснастки (всего за годы работы Витченко-Полуниным было предложено и внедрено более 30 рацпредложений) начинает перевыполнять нормы.
В те годы (начало 1960-х) на завод привлекалось довольно много молодёжи, в том числе подростков из неполных и неблагополучных семей, выпускников детских домов-интернатов. Многие из них принимались на завод ещё до 16 лет и, в силу особенностей возраста, а также декларативности и формальности воспитательной работы в советской средней школе, не были настроены на соблюдение трудовой дисциплины и освоение трудовой деятельности. Существовавшая система шефства более опытными рабочими над пришедшими на завод подростками, как вскоре заметил Полунин, не решало как многие воспитательные, так и учебные вопросы социализации рабочих подростков на заводе. Нарушения трудового порядка при этом не ограничивались прогулами и пьянством, а доходили до таких "развлечений", как неожиданный поджог промасленной рубашки, в которой трудился один из молодых рабочих, другим. Пострадавший попал с ожогами на несколько недель в больницу, "шутник" - в исправительную колонию, а возмущённый таким положением дел Полунин, глубоко изучив корни происшедшего, выступил на партийном собрании цеха и заявил о принципиальных недостатках системы личного шефства над молодыми рабочими и в качестве решения предложил создавать молодёжные бригады. Что ему, как выдвинувшему данный почин, и предложили сделать.
Преодолев совместно с постоянно обновляющимся составом бригады (часть молодёжи, достигнув призывного возраста, уходило на службу в армию, другие поступали в учебные заведения и т.п.) множество трудностей, коллектив постепенно выходит на выполнение норм выработки (до этого молодёжь приходилось постоянно дотировать за счёт других работников цеха), а затем и перевыполнение плана, улучшается дисциплина. Члены бригады вовлекаются в учёбу, культурную самодеятельность, физкультуру (на рабочем месте и в праздничные и выходные дни). Позже примеру Полунина начинают следовать и при создании других подобных бригад сначала в Ленинграде, а затем и в ряде других городов СССР.

## В ролях
- Николай Гринько — Корней Корнеевич Полунин (роль озвучил — Игорь Ефимов)
- Лилия Гриценко — Олимпиада Касьянова
- Татьяна Канаева — Лида, жена Алексея
- Жанна Прохоренко — Марина, врач, дочь Олимпиады Касьяновой
- Олег Янковский — сын полковника, Алексей
- Владимир Зельдин — Иван Михайлович, однополчанин Полунина
- Валентин Никулин — Бахрушин, несчастный в браке композитор
- Зинаида Шарко — Анастасия Петровна, мать Генки Форманюка
- Юрий Гончаров — Валентин, мастер участка токарей
- Анатолий Лобода
- Александр Соколов — Георгий Фадеевич, токарь
- Иван Соловьёв — Владимир Павлович, начальник отдела кадров завода
- Владимир Заманский — Фома Захарович, начальник цеха
- Юрий Соловьёв — Валерий Иванович
- Саша Богданов — Генка Форманюк

## Съемочная группа
- Автор сценария — Майя Чумак
- Режиссёр-постановщик — Игорь Шешуков
- Оператор-постановщик — Владимир Чумак
- Художник-постановщик — Виктор Амельченков
- Композитор — Вадим Биберган